# معصوم‌آباد (گرگان)
معصوم‌آباد، روستایی است از توابع بخش بهاران شهرستان گرگان در استان گلستان ایران.

## جمعیت
این روستا در دهستان استرآباد شمالی قرار داشته و براساس سرشماری سال ۱۳۸۵جمعیت آن ۹۹۷نفر (۲۷۳خانوار) بوده است    